# Szantrucsek Jenő
Szantrucsek Jenő, Santrucek (München, 1903. augusztus 24. – Budapest, Józsefváros, 1965. október 9.) festőművész.

## Pályafutása
Münchenben született Santrucek Albert cseh származású bevándorló üvegfestő és Marischka Olga fiaként. A müncheni Iparművészeti Iskolában ötvösséget tanult. Magyarországra költözött, Fényes Adolf tanítványa lett. Nyaranként Nagybányán, a művésztelepen alkotott és tanult, később Budapesten Vaszary János szabadiskoláját látogatta.
1926-ban a Műcsarnokban állított ki először, 1930-ban már gyűjteményes kiállítást rendeztek az Ernst Múzeumban. Tagja volt az Új Művészek Egyesületének (UME) és a Képzőművészek Új Társaságának (KUT). 1929-ben és 1931-ben több hónapot töltött Párizsban, ahol kiállítást is rendeztek műveiből. 1935 után főként mint iparművész tartotta fenn magát, 1943-ban és 1944-ben Athénben élt, ahol alkotott és rajztanárként is dolgozott. Halálát vesedaganat és tüdőgyulladás okozta.